# Dennis Bekkers
Dennis Bekkers (* 29. November 1980 in ’s-Hertogenbosch) ist ein niederländischer Taekwondoin. Er startet in der Gewichtsklasse bis 68 Kilogramm.
Seine ersten internationalen Titelkämpfe bestritt Bekkers bei der Junioreneuropameisterschaft 1996 in Zagreb, wo er ins Halbfinale einziehen und Bronze gewinnen konnte. Der Durchbruch im Erwachsenenbereich gelang ihm bei der Europameisterschaft 2002 in Samsun, wo er in der Klasse bis 67 Kilogramm ebenfalls Bronze gewann. Erfolgreich verlief auch das Jahr 2005. In Madrid unterlag er bei der Weltmeisterschaft erst im Halbfinale Mark Lopez und gewann mit Bronze seine erste WM-Medaille, in Riga wurde er zudem Vizeeuropameister. Ein Jahr später wurde er in Bonn erstmals Europameister und errang seinen ersten internationalen Titel. Bekkers qualifizierte sich für die Olympischen Spiele 2008 in Peking, wo er im Auftaktkampf Son Tae-jin unterlag und nach einer weiteren Niederlage in der Hoffnungsrunde gegen Servet Tazegül am Ende Rang sieben belegte. Bei der Europameisterschaft 2010 in Sankt Petersburg konnte Bekkers mit Bronze seine fünfte EM-Medaille erkämpfen. Die Teilnahme an den Olympischen Spielen 2012 in London verpasste er knapp, beim europäischen Olympiaqualifikationsturnier in Kasan verlor er den entscheidenden Kampf um den dritten Platz gegen Hryhorij Hussarow.
Bekkers ist Sportsoldat. Bei Militärweltmeisterschaften gewann er im Mittelgewicht insgesamt vier Medaillen, darunter zwei Goldmedaillen.